# Црвени чот
Црвени Чот је највиши врх Фрушке горе висине 539 метара надморске висине. Налази се у општини Сремска Митровица у Војводини. Најближе село врху је Бешеновачки Прњавор.
Црвени Чот се налази у средишњем делу планине, а у близине њега на пар километара налази се и Летенка, познато излетиште на овој планини са дечјим одмаралиштем.